# 데구
데구 또는 커먼데구(학명: Octodon degus)는 데구과에 속하는 설치류의 일종이다. 칠레 중부 지역 마토랄 생태구의 토착종이다. 데구라는 말은 데구속에 속하는 전체 종 또는 커먼데구 한 종을 가리키는 용어이다. 친칠라와 기니피그와 함께 호저하목의 천축서소목(Caviomorpha)에 속한다. "데구"라는 명칭은 마푸둥군어의 "데우"(dewü, 생쥐 또는 쥐)라는 말에서 유래했다.
반려동물로 기르기도 한다. 주행성에 쾌활한 성격,털달린 꼬리,설치류 치곤 긴 수명이 데구의 애완동물로써의 장점으로 아시아에는 매우 최근에 반려동물 가게에서 팔리기 시작했다. 비슷한 크기의 햄스터와 다르게, 실내에서는 애완다람쥐처럼 크고 높은 케이지에서 사육한다.
데구의 꼬리는 끊어지기 쉽고 잡아서 끊어지면 매우 고통받으므로 절대 손으로 잡으면 안 된다. 만약 끊어지면 다시 자라지 않는다. 데구에게는 정기적인 모래목욕이 필요한데, 친칠라 목욕모래 제품을 쓰는 게 이상적이다. 다른 설치류와 달리 완전 초식성이다. 데구는 영리해서 길들이기가 좋다. 종종 인간 주인에게 "그루밍"을 해 주기도 한다.

## 특징
데구는 작은 동물로 몸길이가 25~31cm, 몸무게가 170~400g이다. 상체는 노랑-갈색 털을 갖고 있으며, 하체는 크림색-노란색을 띠고, 눈 주위는 노란색이고 목 둘레는 좀더 연한 줄무늬가 있다. 꼬리는 길고 가늘며 꼬리 끝은 술이 달려 있고 검은 색을 띠고, 귀는 진하고 드물게 털이 나 있고, 희미한 갈색 발가락을 갖고 있다. 다섯번째 발가락은 작으며, 앞 발에 있는 큰 발톱보다 오히려 작은 발톱이 나 있다. 뒷발은 거친 털이 나 있다. 뺨 치아("cheeck teeth")는 8각형 모양을 하고 있으며, 데구속(Octodon)의 학명이 이 때문에 유래했다.
체내 혈당량에 민감하여 단기간에 당을 섭취하면 쉽게 당뇨에 걸리는 특징이 있다. 이러한 특성 때문에 당뇨연구실험에 활용되기도 한다.

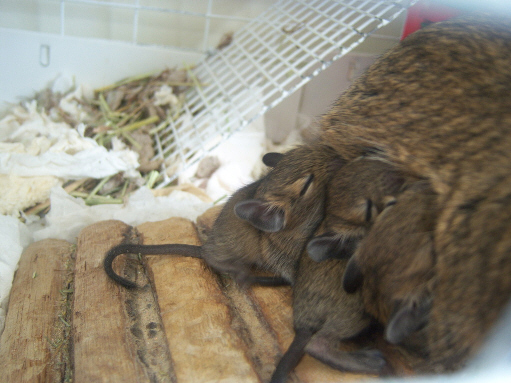
젖먹는 데구
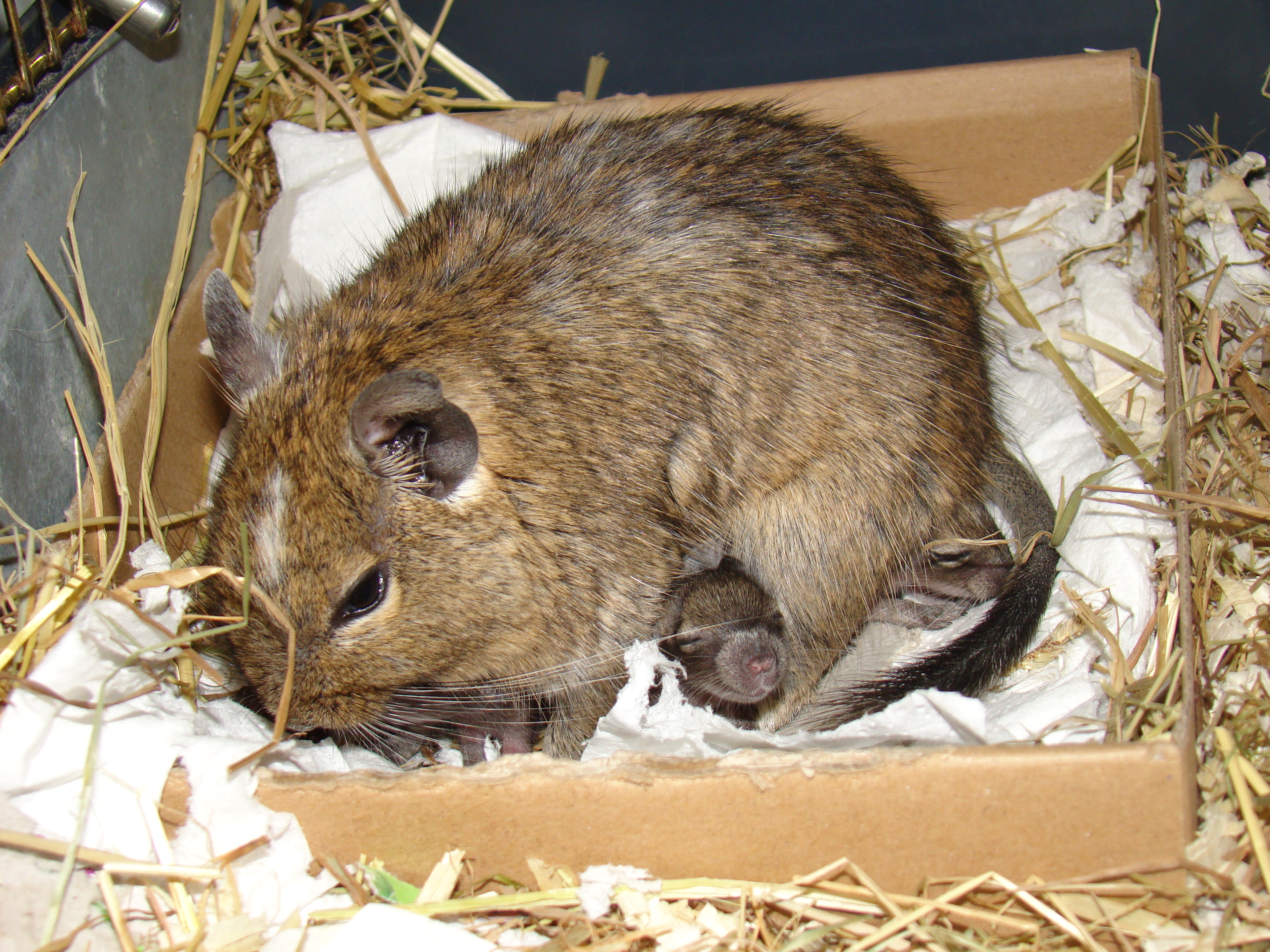
젖먹이는 데구
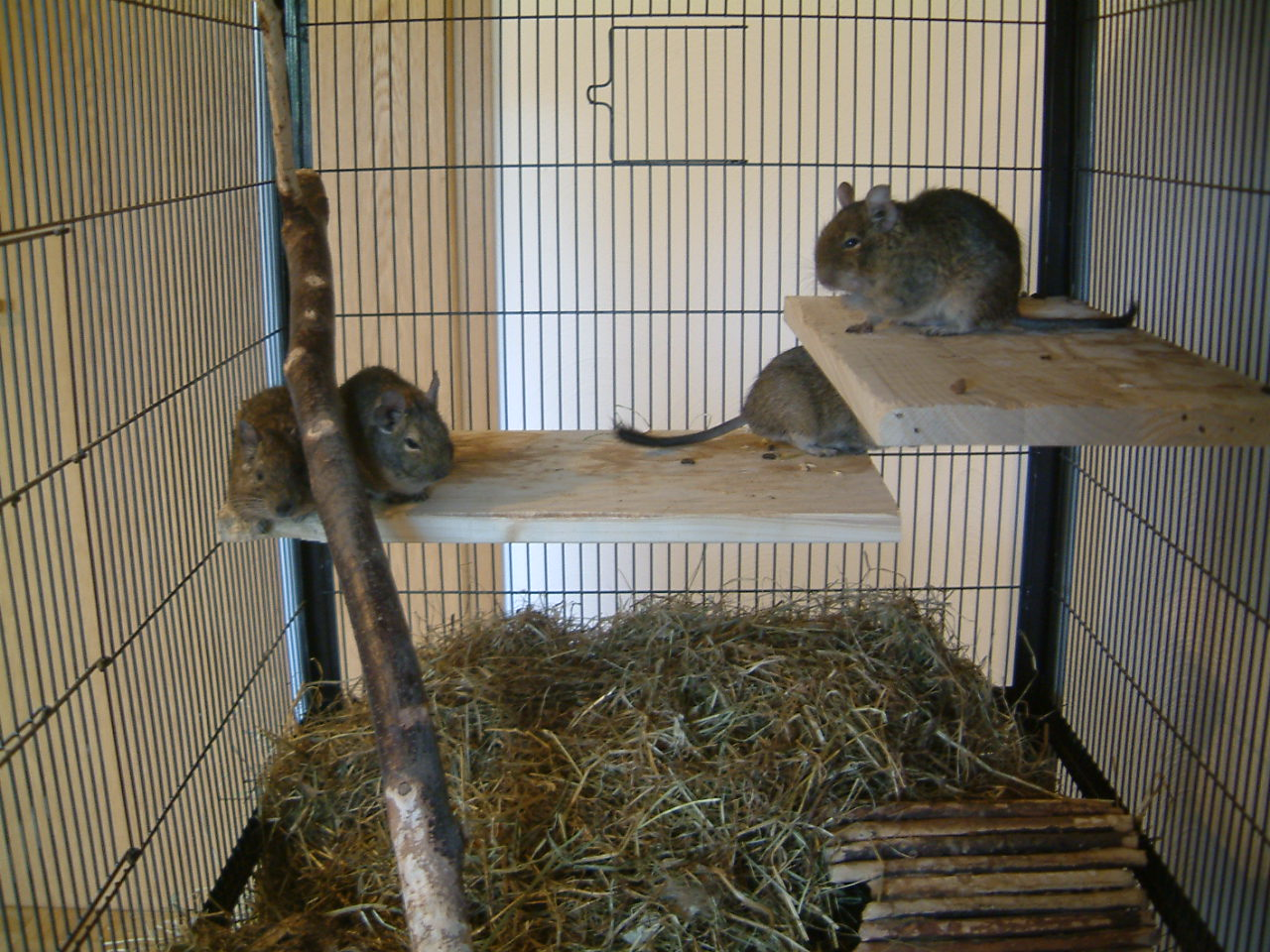
사육 환경
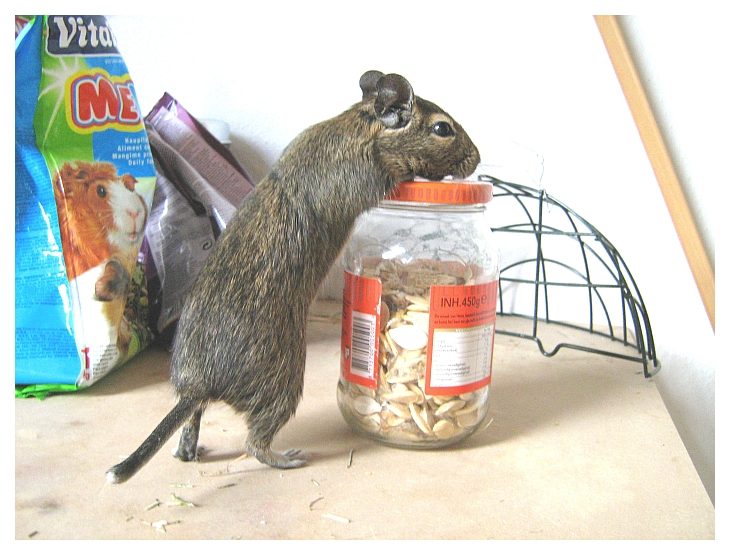
데구는 머리가 좋은 동물이다.